# 紛争解決
紛争解決（ふんそうかいけつ）または紛争処理（ふんそうしょり）とは、当事者間における紛争を解消させる手続をいう。紛争解決の技術により、紛争当事者（私人、法人、公的機関のいずれもあり得る）の間の衝突が解消される。

## 手法
紛争解決の手法には以下のようなものがある。
- 民事訴訟
- 仲裁
- あっせん
- 調停
- 和解
- 交渉
- 回避

理論上は暴力や戦争も手段のひとつとなり得るが、紛争解決に携わる実務家はこのような手段を用いることは通常ない。暴力が紛争を効果的に終結させることはないし、逆に悪化させることが多いからである。
紛争解決手続は次の2種類に大別される。
1. 裁定的手続 - 訴訟や仲裁のように、裁判官、陪審員または仲裁人などがその結果を決定するもの。
2. 合意による手続 - 調停やあっせんなどのように、両当事者が合意形成を模索するもの。

熟練した専門家が介入したとしても、必ずしも全ての紛争が解決されて終わるわけではない。
国際商事取引においては、交渉・調停・仲裁および訴訟などの紛争解決手段が重要な要件とされる。

## 法的紛争解決手続
司法制度により、各種の紛争の解決手段が提供されている。合意による手続が不可能な紛争も存在するため、国家により執行される強制力のある手続が必要とされる。さらに、多くの人が、紛争の当事者となった場合（特に、法的な権利や法的な逸脱行為が問題となったり、自己が法的手続の対象となる危険に直面したとき）には、弁護士による専門的な助言を求めるであろうことは、司法制度の必要性に関するより重要な理由となり得る。
司法機関による紛争解決の最も普遍的な形態は訴訟である。訴訟は、通常、一方当事者が他方当事者を相手方として手続開始を申し立てることにより開始される。アメリカにおいては連邦、州および地方の裁判所が訴訟を担当している。訴訟手続は極めて形式的であり、法により定められた証拠法や手続法などのルールにより規律される。訴訟の結果は独立した裁判官および/または陪審員により、当該事件の事実関係および法の適用に基づき決定される。裁判所による判決や評決は諮問的なものに留まらず、拘束力を有する。ただし、両当事者は上級裁判所に上訴する権利を有する。司法的な紛争解決手続は、両当事者間の対立の程度が高い場合や、利害の対立の中で最適解を導きたい場合などに有効である。
訴訟はその性質上の対立的であるため、協力関係にある当事者間では私的な紛争解決が好まれる傾向にある。
仲裁人や調停委員には、弁護士や退官した裁判官が就任することが多い。また、専門的訓練を受け資格を有する紛争解決の専門家が裁判外紛争解決手続（ADR）の分野で頭角を現しつつある。アメリカにおいては、多くの州で、調停その他のADR手続が裁判所に併設され、紛争の解決策を提供している。

## 紛争解決への関与
イギリスにおいては、司法省および法務長官府が共同して、2011年5月、紛争解決に関する声明「Dispute Resolution Commitment」を発出した。これは、紛争解決について、より柔軟、創造的かつ建設的なアプローチを推進するものである。

## 研究
紛争解決は学問の一分野であり、紛争は冷静に事実を確認し合うことである程度解決できると考えられている。紛争解決のステップは、まず自分に思い込みがないか反省し、自分の考えを主張し、相手の考えに耳を傾ける。結論を急がず、共同認識を探る。

## 関連書籍
- Sherwyn, David, Tracey, Bruce & Zev Eigen, "In Defense of Mandatory Arbitration of Employment Disputes: Saving the Baby, Tossing out the Bath Water, and Constructing a New Sink in the Process", 2 U. Pa. J. Lab. & Emp. L. 73 (1999)
- Ury, William, 2000. The Third Side: Why We Fight and How We Can Stop. New York: Penguin Putnam. ISBN 0-14-029634-4ISBN 0-14-029634-4
- Alés, Javier y Mata, Juan Diego " manual práctico para mediadores: el misterio de la mediacion" éxito Atelier. Barcelona 2016